# Miach
Miach [mʴiːax] ist eine Figur der keltischen Mythologie Irlands. Gemeinsam mit seinem Bruder Ormiach und seiner Schwester Airmed gilt er als Sohn des Heilers der Tuatha de Danaan, Dian Cecht.

## Mythologie
Dian Cecht setzt König Nuada für seinen abgeschlagenen Arm eine Prothese aus Silber ein, in der jedoch ein schwarzer Käfer wohnt, der dem König durch Anknabbern seiner Wunde schreckliche Schmerzen zufügt. Miach kann ihm mit Hilfe seiner Schwester einen neuen Arm wachsen lassen, daraufhin tötete Dian Cecht seinen Sohn aus Eifersucht und verscharrt ihn in der Erde. Aus Miachs Grab jedoch wachsen durch die Tränen Airmeds 365 verschiedene Heilkräuter, die sie benennt und aufhebt. Als Dian Cecht davon erfährt, bringt er alle durcheinander, so dass ihre Kräfte verlorengehen. Nur noch Aimed kennt sie und weiß sie anzuwenden.